# 津和野町々歌
「津和野町々歌」（つわのちょうちょうか）は、島根県鹿足郡津和野町が大正時代に制定した町歌である。作詞・佐伯常麿、校閲・森林太郎（森鷗外）、作曲・安達孝。

## 解説
「津和野町々歌」の制定主体は1889年（明治22年）から1955年（昭和30年）1月9日まで存続した（初代）津和野町であり、同年1月10日の新設合併から2005年（平成17年）9月24日まで存続した（2代目）津和野町および同年9月25日に日原町と2度目の新設合併を経て成立した現在の（3代目）津和野町においては合併協定に一切の取り決めが無いため、町歌としての継承・廃止の別は定まっておらず、地位が不明確な状態に置かれている。

### 作成経緯
鷗外が亡くなる前年の1921年（大正10年）6月、津和野町長の望月幸雄は東京の宮内省図書寮に鷗外を訪ねて町歌の作詞を依頼した。しかし、鷗外はこの時期に病状の悪化からこの要請を固辞し、同郷の国文学者である佐伯常麿を推薦した。望月は2日後に鷗外の紹介を受けて佐伯を訪ねたが、佐伯は自分には荷が重過ぎるとしてこの要請を拒み、自分を推薦した鷗外こそが町歌の作詞にふさわしいと言う態度で譲らなかった。
その後も三者間で断続的に協議が行われ、12月に佐伯の案を鷗外が補作・校閲して両者の名義で発表することで合意が得られたため、完成した歌詞に東京音楽学校でオルガンを指導していた安達孝が作曲、島崎赤太郎が編曲を行い12月24日に楽譜が町役場へ到着した。発表演奏は1922年（大正11年）元日に町主催の新年祝賀式で執り行われている。

### 現状
前述の通り、この町歌の制定主体は初代津和野町であり1955年（昭和30年）に成立した2代目津和野町および2005年（平成17年）に成立した現在の3代目津和野町はいずれも新設合併のため、同名であっても地方公共団体としては別個の法人として扱われる。津和野町・日原町合併協議会では町歌の扱いについて一切の取り決めが行われなかったが、2代目津和野町の時代には『広報つわの』1996年（平成8年）3月号で「鷗外検閲『津和野町町歌』およそ半世紀ぶりに！」と題して復活演奏の様子を取り上げたことがある。

## 歌詞
「津和野町々歌」は歌詞・旋律のいずれも著作権の保護期間を満了し、パブリックドメインとなっている。